# العلاقات الأرمنية البلغارية
العلاقات الأرمينية البلغارية هي العلاقات الثنائية التي تجمع بين أرمينيا وبلغاريا.

## مقارنة بين البلدين
هذه مقارنة عامة ومرجعية للدولتين:
| وجه المقارنة                                              | أرمينيا                    | بلغاريا                                                                             |
| --------------------------------------------------------- | -------------------------- | ----------------------------------------------------------------------------------- |
| المساحة (كم2)                                             | 29.74 ألف                  | 110.99 ألف                                                                          |
| عدد السكان (نسمة)                                         | 2.93 مليون                 | 7.08 مليون                                                                          |
| الكثافة السكانية (ن./كم²)                                 | 98.52                      | 63.79                                                                               |
| العاصمة                                                   | يريفان                     | صوفيا                                                                               |
| اللغة الرسمية                                             | لغة أرمنية                 | اللغة البلغارية                                                                     |
| العملة                                                    | درام أرميني                | ليف بلغاري                                                                          |
| الناتج المحلي الإجمالي (بليون دولار)                      | 11.54 مليار                | 56.83 مليار                                                                         |
| الناتج المحلي الإجمالي (تعادل القوة الشرائية) بليون دولار | 25.41 مليار                | 130.99 مليار                                                                        |
| الناتج المحلي الإجمالي الاسمي للفرد دولار أمريكي          | 3.49 ألف                   | 8.03 ألف                                                                            |
| الناتج المحلي الإجمالي للفرد دولار أمريكي                 | 8.07 ألف                   | 17.21 ألف                                                                           |
| مؤشر التنمية البشرية                                      | 0.743                      | 0.782                                                                               |
| رمز المكالمات الدولي                                      | +374                       | +359                                                                                |
| رمز الإنترنت                                              | .am، .հայ ‏                 | .bg، .бг ‏                                                                           |
| المنطقة الزمنية                                           | ت ع م+04:00، توقيت أرمينيا | ت ع م+02:00، ت ع م+03:00، أوروبا/صوفيا ‏، توقيت شرق أوروبا، توقيت شرق أوروبا الصيفي ‏ |

## مدن متوأمة
في ما يلي قائمة باتفاقيات التوأمة بين مدن أرمينية وبلغارية:
- ترتبط يريفان مع صوفيا باتفاقية توأمة منذ 1998.[17][17][17][17]
- ترتبط غيومري مع بلوفديف باتفاقية توأمة منذ 1988.

## منظمات دولية مشتركة
يشترك البلدان في عضوية مجموعة من المنظمات الدولية، منها:
| علم المنظمة | اسم المنظمة                               | تاريخ انضمام أرمينيا | تاريخ انضمام بلغاريا |
| ----------- | ----------------------------------------- | -------------------- | -------------------- |
|             | وكالة ضمان الاستثمار متعدد الأطراف        | 5 ديسمبر 1995        | 23 سبتمبر 1992       |
|             | الأمم المتحدة                             | 2 مارس 1992          | 14 ديسمبر 1955       |
|             | الفريق المعني برصد الأرض                  | ?                    | ?                    |
|             | منظمة حظر الأسلحة الكيميائية              | ?                    | ?                    |
|             | منظمة التجارة العالمية                    | 5 فبراير 2003        | 1 ديسمبر 1996        |
|             | منظمة الشرطة الجنائية الدولية             | ?                    | ?                    |
|             | منظمة الأمن والتعاون في أوروبا            | 30 يناير 1992        | 25 يونيو 1973        |
|             | يونسكو                                    | 9 يونيو 1992         | 17 مايو 1956         |
|             | مجلس أوروبا                               | 25 يناير 2001        | 7 مايو 1992          |
|             | الاتحاد البريدي العالمي                   | ?                    | ?                    |
|             | البنك الدولي للإنشاء والتعمير             | 16 سبتمبر 1992       | 25 سبتمبر 1990       |
|             | منظمة التعاون الاقتصادي للبحر الأسود      | ?                    | ?                    |
|             | الاتحاد الدولي للاتصالات                  | 30 يونيو 1992        | 18 سبتمبر 1880       |
|             | مؤسسة التمويل الدولية                     | 18 أبريل 1995        | 22 يوليو 1991        |
|             | المنظمة الأوروبية لسلامة الملاحة الجوية   | 2006                 | 1997                 |
|             | المركز الدولي لتسوية المنازعات الاستشارية | 16 أكتوبر 1992       | 13 مايو 2001         |

## وصلات خارجية
- موقع وزارة الخارجية الأرمينية
- موقع وزارة الخارجية البلغارية